# Tyrone Nesby
Tyrone Lamont Nesby (Cairo, 31 gennaio 1976) è un ex cestista, allenatore di pallacanestro e rapper statunitense.

## Carriera

### Giocatore
Tyrone Nesby ha frequentato la Cairo High School di Cairo, Illinois, dal 1990 al 1994, distinguendosi come uno dei migliori talenti cestistici dello stato. È stato selezionato per l'Illinois All-State First Team nel 1993 e 1994, e nel 1994 ha ottenuto anche la nomina nel Parade All-American Second Team.
Dopo il liceo, Nesby ha giocato per due anni (1994–1996) alla Vincennes University, istituto appartenente alla NJCAA, dove è stato inserito tra gli All-American nel 1996. Successivamente si è trasferito alla University of Nevada, Las Vegas (UNLV), dove ha militato nei Runnin' Rebels dal 1996 al 1998, nella NCAA Division I. Nel 1997 è stato selezionato nel First Team della Western Athletic Conference.
Non selezionato al Draft NBA 1998, ha iniziato la carriera professionistica nella CBA con i Sioux Falls Skyforce, ma nel gennaio 1999, pochi giorni prima dell'inizio della stagione NBA 1998-1999, eccezionalmente accorciata dal lockout, ha firmato un contratto con i Los Angeles Clippers. Nell'agosto dello stesso anno, la franchigia californiana ha rinnovato il suo contratto per altri tre anni. Nella sua seconda stagione NBA ha migliorato le proprie medie, chiudendo con 13,3 punti in 31,7 minuti a partita, il massimo in carriera nella lega.
Il 28 novembre 2000 è stato ceduto ai Washington Wizards in cambio di Obinna Ekezie e Cherokee Parks. Nella parte restante della stagione con la squadra della capitale ha fatto registrare 8,4 punti di media in 25,5 minuti a partita, disputando 48 incontri, di cui 22 da titolare. Nella stagione successiva (2001-2002) le sue presenze in quintetto iniziale sono scese a 9 su 70 partite giocate, con una media di 6,3 punti a gara.
Diventato free agent, nella stagione 2002-2003 è approdato in Grecia, all'Olympia Larissa, dove ha fatto registrare una media di 17,8 punti a partita, partecipando anche all'All-Star Game locale e vincendo la gara delle schiacciate.
Il 22 settembre 2003 è stato annunciato come nuovo giocatore della Pallacanestro Varese. All'esordio in Serie A, nella vittoria casalinga su Avellino valida per la prima giornata, ha segnato 32 punti, che risulterà essere anche il suo massimo stagionale. Ha viaggiato a 13,4 punti di media in 17 presenze, prima di essere tagliato a febbraio per motivi disciplinari.
L'anno seguente ha cominciato la stagione in Serbia al FMP Železnik (squadra allora nota con il nome di Reflex) come sostituto dell'infortunato Reggie Freeman. In 14 partite ha avuto una media di circa 21 punti a gara.
Dal gennaio 2005 è sceso in campo con i lituani del Lietuvos Rytas, con cui ha vinto l'ULEB Cup battendo in finale i greci del Makedonikos, partita in cui ha realizzato 16 punti.
Nella stagione 2006-2007 ha iniziato a giocare nella lega ABA con i Las Vegas Venom di cui era anche allenatore, ma le operazioni della squadra vennero sospese nel novembre 2006 dopo poche partite.

### Allenatore
Dopo il ritiro dall'attività agonistica, Nesby ha intrapreso la carriera di allenatore di pallacanestro. Il 13 aprile 2017 è stato nominato capo allenatore della squadra della Muhlenberg High School, in Pennsylvania. Il 28 febbraio 2020 ha guidato la squadra alla vittoria del campionato del Distretto 3, categoria 5A, organizzato dalla Pennsylvania Interscholastic Athletic Association|, competizione riservata alle scuole superiori di grandi dimensioni della Pennsylvania.

## Palmarès
- ULEB Cup: 1

Lietuvos rytas: 2004-05

## Carriera di cantante
Nel 2005, durante la sua permanenza in Lituania, intraprese anche l'attività di cantante rap, pubblicando con lo pseudonimo T-Nes un album intitolato Serious Business, che ottenne un buon riscontro proprio in territorio lituano. I brani sono cantati principalmente in inglese, ma includono anche cori in lituano. L'album era disponibile sul suo sito ufficiale nesbyworld.com.